# Nogarole Rocca
Nogarole Rocca és un comune (municipi) de la província de Verona, a la regió italiana del Vèneto, situat a uns 110 quilòmetres a l'oest de Venècia i a uns 20 quilòmetres al sud-oest de Verona.
A 1 de gener de 2020 la seva població era de 3.735 habitants.
Nogarole Rocca limita amb els següents municipis: Mozzecane, Povegliano Veronese, Roverbella, Trevenzuolo i Vigasio.